# Soestia cylindrica
Soestia cylindrica är en ryggsträngsdjursart som först beskrevs av Cuvier 1804.  Soestia cylindrica ingår i släktet Soestia och familjen bandsalper. Inga underarter finns listade i Catalogue of Life.